# Alhaurín el Grande
 Alhaurín el Grande  est une commune de la province de Malaga dans la communauté autonome d'Andalousie en Espagne. Elle fait partie de la comarque Valle del Guadalhorce et de la circonscription judiciaire de Coín.

## Toponymie
L'origine du nom actuel de la commune est due aux Arabes, qui l'ont nommé Al-Haur se transformant par la suite en Alhaurín. Toutefois, l'origine de ce nom pourrait venir des romains. Pline mentionnait la commune sous les termes d' «Andorisae» ou «Andorisippo». Les Romains l'avaient ensuite baptisée du nom de Lauro Nova ce qui peut expliquer sa transformation en Al-Haur par les Arabes. Les Rois Catholiques ont ajouté «el Grande» pour la distinguer de la ville voisine d'Alhaurín de la Torre après la conquête des deux lieux en 1485.

## Géographie

Localisation d'Alhaurin el Grande dans la province de Malaga

Alhaurín el Grande est située dans la partie sud de la province de Malaga, à mi-chemin par les collines entre Malaga et Marbella. Elle est la commune la plus au sud de la comarque Valle del Guadalhorce.
Son territoire municipal occupe une superficie de 73,1 km². Celui-ci s'étend du long des pentes du versant nord de la Sierra de Mijas, où se situe l'agglomération principale jusqu'à la vallée de la rivière Guadalhorce avec le bourg de Villafranco del Guadalhorce. Alhaurín el Grande est bordée de l'ouest au nord-ouest par la ville de Coín, du nord au nord-est par Cártama, à l'est par Alhaurín de la Torre et au sud par Mijas.

## Histoire
Après 1953, c'est le lieu de résidence du couple formé par l'écrivain britannique Gerald Brenan et par la poétesse, traductrice et romancière américaine Gamel Woolsey.
Dans les années 1970, le hameau de Villafranco del Guadalhorce, bien que distant de 10 km et séparé par une rivière, lui est rattaché.

## Démographie
| 2001   | 2005   | 2006   | 2007   | 2017   |
| ------ | ------ | ------ | ------ | ------ |
| 17 764 | 20 074 | 21 070 | 21 776 | 24 751 |

## Personnalités liées à la commune
- L'écrivain Gerald Brenan (1894-1987), auteur de The Spanish Labyrinth: An Account of the Social and Political Background of the Civil War (1943), traduit en français sous le titre Le Labyrinthe espagnol, origines sociales et politiques de la Guerre civile aux éditions Ruedo Ibérico en 1962 puis réédité par Champ libre en 1984, ouvrage majeur sur la guerre civile espagnole, y a fini ses jours
- Henry Hartley (1930-2011), artiste peintre, y vécut douze années entre 1978 et 1990.
- Antonio Tejero, initiateur de la tentative de coup d'Etat à Madrid en 1981.